# La fachada occidental de la iglesia de Santa María de Utrecht
La fachada occidental de la iglesia de Santa María de Utrecht (De westgevel van de Mariakerk te Utrecht, en neerlandés) es un cuadro del pintor neerlandés Pieter Jansz Saenredam acabado en 1662. Actualmente se puede visitar en el Museo Thyssen-Bornemisza de Madrid.

## Análisis de la obra
El origen de esta pintura se encuentra en los dibujos que Saenredam hizo de la iglesia de Santa María de Utrecht durante el verano de 1636. Estos esbozos darían lugar a varias pinturas en las cuales aparecen esta iglesia y sus alrededores. Esta obra es un claro ejemplo de la pintura de tema arquitectónico de Saenredam, quien normalmente representaba edificios y vistas de ciudades a partir de las observaciones in situ que hacía. La comparación de esta pintura con las otras del autor en que se representa la misma iglesia, y en las cuales la fachada aparece más estrecha y más alta, hace pensar que el pintor no hizo cálculos para medir con exactitud el edificio.
El autor consigue un efecto de monumentalidad que se desprende de la «claridad y sencillez de los espacios arquitectónicos», que son iluminados con una gama de colores claros.

## Historia del cuadro
Las noticias más antiguas sobre la propiedad del cuadro se remontan a 1768, momento en que la pintura se encontraba en la colección personal de François Constantijn Druyvesteyn, miembro de una distinguida familia de Haarlem. En aquel mismo año, la obra se subastó en esta ciudad y fue adquirida por Hendrik Keun, pintor de vistas urbanas y edificios. Hay noticia de que en 1809 el cuadro formaba parte de la colección de Pieter de Smeth van Alphen. En 1814 la obra es adquirida mediante subasta por un tal W. Wreesman, a la muerte del cual fue nuevamente vendida. La pintura entró a formar parte de la Colección Six. Ya en el siglo XX fue vendida y pasó por las manos de varios marchantes de arte hasta que en 1979 fue adquirida por el barón Heinrich von Thyssen-Bornemisza e incorporada a su colección particular, que posteriormente pasaría a nutrir el fondo del Museo Thyssen-Bornemisza de Madrid, donde se encuentra actualmente.